# Corium

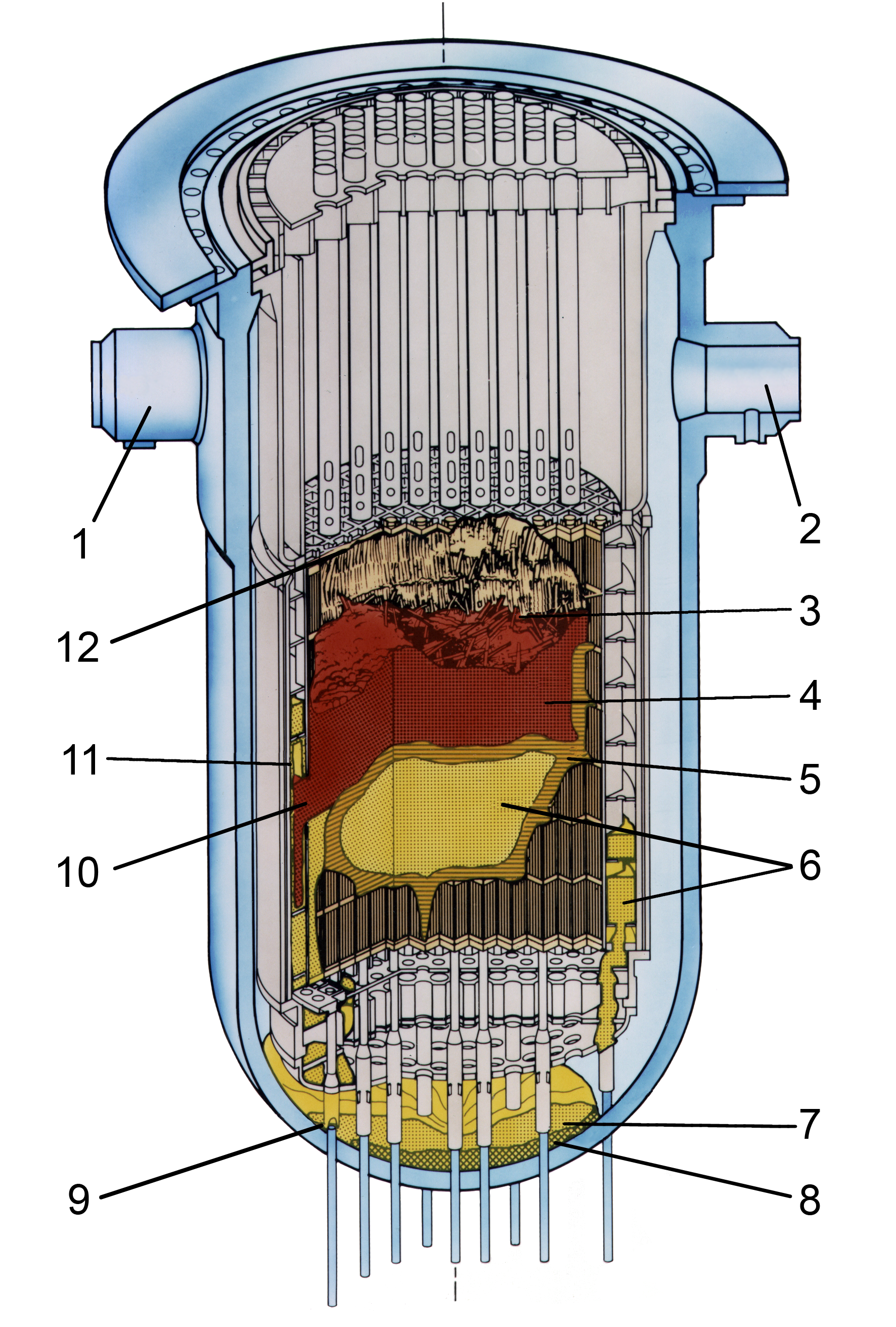
Schema del reattore numero 2 della centrale nucleare di Three Mile Island dopo l'incidente nucleare del 28 marzo 1979:
1: Conduttura di alimentazione 2B ;
2: Conduttura di alimentazione 1A ;
3: Cavità ;
4: Strato superiore di frammenti del nocciolo parzialmente fusi ;
5: Crosta ;
6: Materiale fuso ;
7: Strato inferiore di ossidi di uranio e zirconio parzialmente fusi;
8: Area potenzialmente povera di uranio ;
9: Manicotto per la guida di strumenti all'interno del nocciolo, danneggiato;
10: Buco nella struttura dell'armatura;
11: Strato di materiale fuso nella struttura dell'armatura;
12: Conduttura e griglia superiore, danneggiata.

Il corium, a cui talvolta ci si riferisce con gli acronimi inglesi FCM (fuel containing material) e LFCM (lava-like fuel containing material), è un materiale simile alla lava che si viene a creare nel nocciolo di un reattore nucleare durante una fusione del nocciolo.
Il corium consiste quindi in una miscela di combustibile nucleare, prodotti di fissione, barre di moderazione, materiali strutturali provenienti dalle parti fuse del reattore, prodotti della loro reazione con l'aria, acqua e vapore, e, nell'eventualità che il contenitore del reattore si sia spaccato, di calcestruzzo fuso proveniente dal basamento della sala del reattore.

## Composizione e formazione
Il calore generato dalla fusione del reattore può avere origine dalla reazione nucleare a catena ma, più comunemente, la sua principale fonte è il calore di decadimento dei prodotti di fissione contenuti nelle barre di combustibile. Poiché la maggior parte della produzione di calore da decadimento radioattivo è dovuta agli isotopi a emivita breve, comunque, essa si riduce abbastanza velocemente. Una fonte ulteriore di tale calore può essere poi la reazione chimica che avviene tra i metalli fusi e l'ossigeno o il vapore. 
La temperatura del corium dipende dalle dinamiche di generazione del suo calore interno: le quantità e i tipi di isotopi che danno origine al calore di decadimento, la diluizione dovuta ad altri materiali fusi, le perdite di calore dovute alla configurazione fisica del corium e quelle dovute invece all'ambiente circostante. Riguardo alle perdite, si sa che una massa di corium compatta perde meno calore rispetto ad una massa più dispersa. Inoltre, una massa di corium solidificata può nuovamente fondere se la sua perdita di calore diminuisce, magari a causa di una intervenuta copertura di detriti isolanti.
Sulla massa di corium si può venire a formare una crosta che agisce come isolante termico, ostacolando quindi le perdite termiche del materiale, mentre la distribuzione del calore attraverso la massa di corium è influenzata dalle diverse conducibilità termiche dei metalli e degli ossidi fusi che compongono il materiale.
Durante la fusione, inoltre, il nocciolo del reattore rilascia tutta una serie di composti ed elementi volatili, i quali possono essere in fase gassosa, come lo iodio molecolare e i gas nobili, o in forma di particelle di aerosol, le quali si vengono a condensare una volta lasciata la regione a più alta temperatura (in particolare, un'alta produzione di tali particelle ha origine dalle barre di moderazione del reattore) con i composti gassosi che possono essere adsorbiti sulla superficie di queste particelle in sospensione.

### Composizione e reazioni del corium
La composizione del corium dipende dal tipo di reattore da cui è stato generato e specificatamente dai materiali utilizzati nelle barre di moderazione e da quelli utilizzati come raffreddanti e nella costruzione del contenitore del reattore. Esistono quindi delle differenze tra il corium generato, ad esempio, da un reattore nucleare ad acqua pressurizzata (PWR) e quello generato da un reattore nucleare ad acqua bollente (BWR).
Prendendo il caso di un raffreddamento di emergenza, a contatto con l'acqua, il carburo di boro caldo utilizzato nelle barre di moderazione di un reattore BWR forma come prima cosa metano e ossido di boro e quindi acido borico, mentre lo zirconio proveniente dalle leghe formate con altri metalli e utilizzate come rivestimento delle barre di combustibile, invece, reagendo con l'acqua forma diossido di zirconio e idrogeno, uno dei maggiori pericoli negli incidenti di reattori. Tra zirconio e vapore avviene poi una reazione esotermica che può produrre abbastanza calore da autosostenersi senza bisogno del calore da decadimento radioattivo, con un rilascio di idrogeno pari a circa 0,5 m3 (in condizioni normali di temperatura/pressione) per ogni chilogrammo di zircaloy ossidato. 
Il rapporto tra il carattere ossidante e riducente dell'ambiente chimico e la proporzione tra vapore acqueo e idrogeno in esso presenti influenzano molto la formazione dei composti chimici, la cui volatilità influenza naturalmente il rapporto tra elementi rilasciati e non rilasciati. Ad esempio, mentre in un ambiente inerte, la lega di argento-indio-cadmio utilizzata nelle barre di moderazione rilascia praticamente solo il cadmio, in presenza di vapore acqueo, l'indio forma i volatili ossido di indio(I) e idrossido di indio(I), che possono evaporare e formare un aerosol di ossido di indio(III), cosa che invece non accade in presenza di un'atmosfera ricca di idrogeno, la quale inibisce l'ossidazione dell'indio e quindi abbassa il rilascio di quest'elemento. Nei materiali del reattore può anche intervenire un infragilimento da idrogeno, meccanismo che si innesca quando atomi isolati di idrogeno diffondono nel metallo, con un conseguente rilascio di prodotti di fissione volatili dalle barre di combustibile danneggiate.
Durante una fusione, con l'aumentare della temperatura delle barre di combustibile, esse possono deformarsi attorno a un valore che, nel caso di barre con rivestimento in lega di zirconio, si aggira attorno a 700-900 °C (1292 °F-1652 °F). In caso di una pressione del reattore sufficientemente bassa, l'alta pressione all'interno della barre di combustibile può fratturare il rivestimento di zircaloy, mentre, in condizioni di alta pressione, il rivestimento viene spinto contro il combustibile interno, portando alla formazione di un eutettico diossido di uranio-zirconio avente un punto di fusione di circa 1200-1400 °C (2192 °F-2552 °F).
Fra i 1300 e i 1500 °C (2372 °F-2732 °F), la lega argento-indio-cadmio utilizzata nella barre di moderazione inizia a fondere e quindi a fluire, il tutto assieme all'evaporazione del rivestimento delle stesse barre. Attorno ai 1800 °C (3272 °F), anche gli ossidi di rivestimento fondono e iniziano a fluire. A 2700-2800 °C (4892 °F-5072 °F) l'ossido di uranio delle barre di combustibile fonde e struttura e geometria del reattore collassano, cosa che può avvenire anche a temperature più basse se si è venuto a formare l'eutettico ossido di uranio-zirconio citato poc'anzi. A quel punto, il corium è virtualmente privo di componenti volatili che non siano chimicamente legati, dando come risultato una più bassa produzione di calore.
Nelle prime ore seguenti una fusione, la temperatura del corium può arrivare a 2400 °C (4352 °F) e potenzialmente può arrivare anche sopra i 2800 °C (5072 °F). L'innaffiamento della massa di corium con acqua o il gocciolamento del corium in una vasca d'acqua, possono portare a un picco di temperatura, dato che una gran quantità di calore viene rilasciata dalla reazione dei metalli (in particolare dallo zirconio), e alla produzione di una gran quantità di idrogeno, il che può portare a sua volta a un forte incremento della pressione nella vasca di contenimento, pressione che può essere innalzata anche dalla combustione del suddetto idrogeno. L'esplosione di vapore derivante da tale improvviso contatto corium-acqua può portare a una dispersione di materiale e formare proiettili che possono danneggiare il contenitore.
Una breve ri-criticità, ossia la ripresa di una fissione neutroni-indotta, in parti del corium è una possibilità teorica ma remota nel caso del combustibile utilizzato nei reattori commerciali, a causa del basso arricchimento di questo. Nel caso, comunque, questa condizione può essere rilevata dalla presenza di prodotti di fissione a breve vita molto tempo dopo la fusione, in quantità troppo alte per essere dovute alla fissione spontanea degli attinidi creatisi nel reattore.

### Rottura del contenitore del reattore
In assenza di un adeguato raffreddamento, i materiali all'interno del contenitore del reattore si sovrariscaldano e si deformano, andando incontro a un'espansione termica, il tutto finché la struttura del reattore collassa una volta che la temperatura raggiunge il punto di fusione dei materiali strutturali. Il corium fuso, a questo punto, si accumula sul fondo del recipiente e, in caso di un adeguato raffreddamento, esso può essere fatto solidificare, limitando l'estensione del danno al solo reattore. In alternativa, il corium può fondere il fondo del contenitore del reattore e fluire attraverso di esso se non essere addirittura espulso sotto forma di getto fuso in presenza di un'alta pressione all'interno del contenitore. In quest'ultimo caso, nella prima fase viene espulso il corium fuso mentre in un secondo tempo a uscire dal contenitore del reattore sono sia materiale fuso che gas, con una conseguente diminuzione di pressione all'interno del contenitore. Per quanto riguarda la quantità espulsa, se il foro si trova all'incirca al centro del contenitore, il corium può essere espulso nella sua totalità, in un processo che va da poche decine di minuti a qualche ora, mentre se il contenitore è stato spaccato in una parte laterale del fondo, una parte del corium può restare all'interno del contenitore del reattore.
Dopo l'apertura di una breccia sul fondo del contenitore, la produzione di gas è governata dalle condizioni della cavità del reattore sottostante al nocciolo. Se è presente acqua saranno prodotti idrogeno e vapore acqueo, mentre se sul fondo della cavità il calcestruzzo è asciutto si ha la produzione di anidride carbonica e di piccole quantità di vapore.

### Interazioni corium-calcestruzzo
Sul fondo della cavità del reattore avvengono molte reazioni tra il calcestruzzo e il corium fuso. La decomposizione termica del calcestruzzo produce vapore acqueo e biossido di carbonio, quest'ultimo prodotto, assieme all'ossido di calcio, dalla decomposizione del carbonato di calcio, i quali penetrano nella massa di corium fuso reagendo con i metalli presenti in esso, ossidandoli esotermicamente e portando alla formazione di idrogeno e monossido di carbonio. Tale decomposizione e la conseguente volatilizzazione dei componenti alcalini del calcestruzzo, sono reazioni endotermiche durante la prima fase delle quali sono rilasciate, sotto forma di aerosol, sostanze chimiche derivanti principalmente dai silicati presenti nel calcestruzzo. A questo punto, la fase ossidata dei prodotti di fissione non volatili presenti nel corium può stabilizzare la temperatura del fuso sui 1300-1500 °C per un considerevole periodo di tempo. Talvolta può essere presente anche uno strato di metallo fuso più denso contenente meno radioisotopi (rutenio, tecnezio, palladio, ecc... facenti in origine parte delle leghe di zirconio, cromo, nichel, manganese, ecc... usate come materiali da costruzione o prodotti di fissione metallici) dello strato di ossido (in cui si concentrano invece stronzio, bario, lantanio, antimonio, stagno, niobio, molibdeno, ecc... e che è in origine principalmente composto da diossido di zirconio e da diossido di uranio con piccole quantità di ossido di ferro e di boro), il quale può formare un'interfaccia tra gli ossidi e il calcestruzzo facendo rallentare la penetrazione nel corium e solidificando in poche ore. Lo strato di ossidi produce calore principalmente in virtù del decadimento radioattivo, mentre la fonte di calore principale dello strato metallico è la reazione esotermica che avviene con l'acqua rilasciata dal calcestruzzo. Gran parte di questo calore è consumata, come detto, dalle due principali reazioni endotermiche che avvengono in questo processo, ossia la decomposizione del calcestruzzo e la volatilizzazione del composti alcalini. Durante una seconda fase, quando ormai i primi aerosol si stanno depositando, l'avanzare dell'interazione tra corium e calcestruzzo, producendo calore e innalzando quindi la temperatura del fuso, può portare anche alla formazione di aerosol di elementi meno volatili come bario, cerio, lantanio e stronzio, grazie anche al fatto che bolle di gas, fluendo attraverso il fuso, promuovono proprio la formazione di aerosol.
In genere la fase di erosione del basamento di calcestruzzo dura per circa un'ora, arrivando a circa un metro di profondità, per poi rallentare alla velocità di qualche centimetro all'ora e infine cessare quando la temperatura raffredda sotto il valore a cui avviene la decomposizione del calcestruzzo, ossia all'incirca 1100 °C. In alcuni casi può comunque avvenire anche una completa perforazione dello strato di calcestruzzo, con il corium che penetra nella suola sottostante per poi spargersi, raffreddarsi e infine solidificarsi.
Oggi la termoidraulica delle interazioni corium-calcestruzzo (CCI) è stata quasi del tutto compresa. Tuttavia, le dinamiche del movimento del corium sia dentro che fuori il contenitore del reattore sono piuttosto complesse e il numero di possibili scenari è piuttosto ampio: un lento scivolamento del corium in una vasca d'acqua sottostante può dar luogo ad un completo e tranquillo raffreddamento, mentre un veloce contatto della massa di corium con l'acqua può dar luogo a una distruttiva esplosione di vapore, ancora, il corium può rimanere confinato all'interno del contenitore del reattore, oppure il fondo di questo può essere perforato dando modo al corium di fuoriuscire.
Il carico termico di corium presente sul basamento sottostante al contenitore del reattore può essere valutato grazie a una griglia di sensori a fibra ottica incastonati nel calcestruzzo e realizzati con fibre di silice pura, essendo questa maggiormente resistente a elevati livelli di radiazioni.

Il recuperatore di corium (core-catcher) come progettato per l'EPR. Si tratta di fatto di una camera di contenimento mantenuta vuota e asciutta durante il normale funzionamento che, in caso di arrivo di corium nella cavità, viene automaticamente riempita d'acqua da un sistema passivo.

Alcuni progetti di reattori, ad esempio il reattore nucleare europeo ad acqua pressurizzata, meglio noto con la sigla EPR (acronimo di "European Pressurized Reactor"), incorporano apposite aree dedicate all'eventuale spargimento di corium chiamate core catchers, dove il fuso può depositarsi senza venire a contatto con l'acqua e senza avere un'eccessiva reazione con calcestruzzo. L'introduzione di limitate quantità d'acqua per raffreddare la massa è prevista in questi casi solo in un secondo tempo, quando sul fuso si sarà formata una crosta. Dato che materiali basati sul biossido di titanio e sull'ossido di neodimio si sono rivelati più resistenti al corium rispetto al calcestruzzo, attualmente sono allo studio core catchers realizzati con tali materiali.

## Incidenti

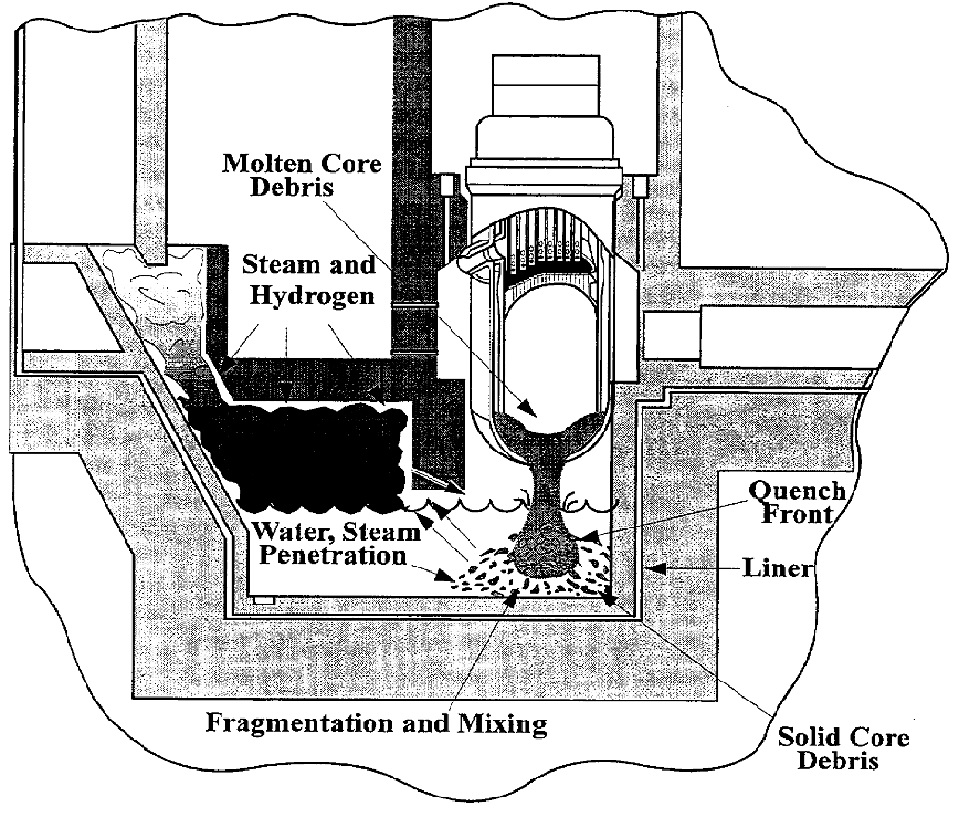
Fuoriuscita di corium assieme a detriti in una vasca piena d'acqua con conseguente produzione di vapore e di idrogeno.

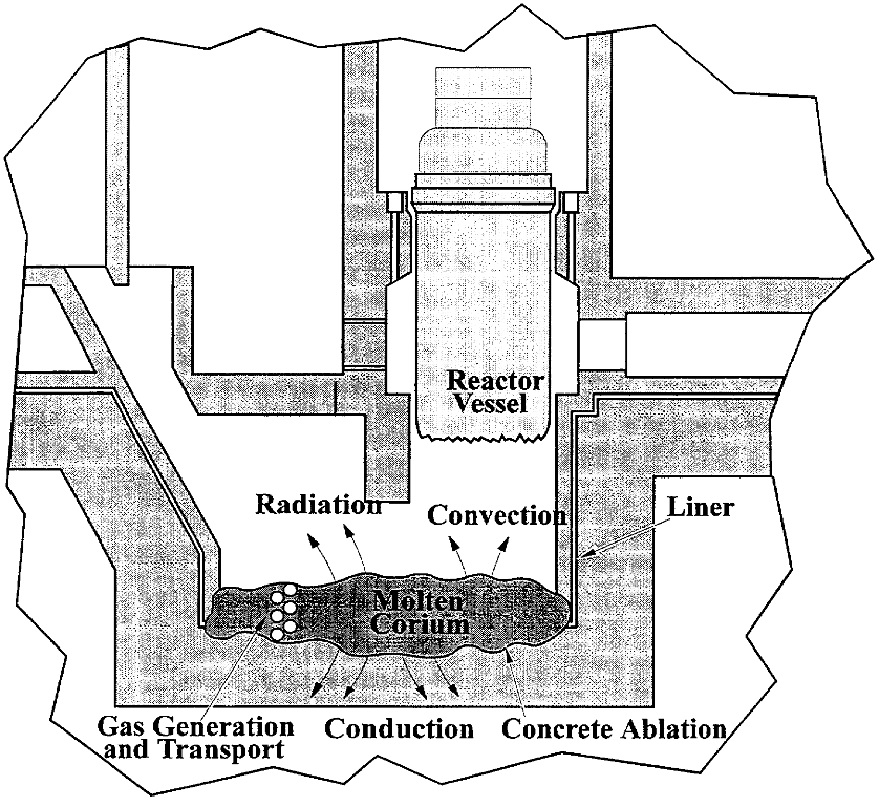
Fuoriuscita violenta in una vasca d'acqua con conseguente esplosione di vapore.

### L'incidente di Three Mile Island
Durante l'incidente di Three Mile Island, si verificò una lenta e parziale fusione del nocciolo del reattore. Circa 19000 kg di materiale si fusero e si spostarono nel giro di due minuti, all'incirca 224 minuti dopo lo "SCRAM" (l'arresto di emergenza del reattore mediante l'inserimento delle barre di controllo) del reattore. Sul fondo del contenitore del reattore si formò una fusione di corium che, una volta solidificata, raggiunse uno spessore che andava dai 5 ai 45 cm, ma fortunatamente il contenitore non fu perforato.
Una volta terminata l'emergenza, furono rinvenute due masse di corium, una all'interno del gruppo combustibile e una nella parte inferiore del contenitore, entrambe di colore grigio opaco con qualche area gialla.
Le analisi dei campioni di corium prelevati rivelarono che la massa era composta principalmente da combustibile e da materiale di rivestimento fusi. In particolare, l'analisi elementare rivelò che la massa era composta al 70% da uranio, al 13,75% di zirconio, al 13% di ossigeno e per il resto da acciaio inossidabile e Inconel compresi nel fuso. Altri detriti sfusi, invece, mostrarono un contenuto di uranio più basso, attorno al 65%, e un maggior contenuto di materiali strutturali. I campioni erano ricchi di metalli ossidati, a testimoniare la presenza di una quantità di vapore sufficiente a ossidare tutto lo zirconio disponibile, mentre l'assenza di gas nobili, cesio e iodio testimoniava la volatilizzazione di questi. In alcuni campioni furono rinvenute anche piccole tracce, per un contenuto inferiore allo 0,5%, di metalli fusi quali argento e indio, derivanti dalle barre di moderazione, e in un campione fu rinvenuto del triossido di cromo. Tutti i componenti metallici risultavano completamente ossidati, tranne l'argento, i cui ossidi furono ritrovati solo in alcune regioni. Le regioni ricche di inclusioni di ferro e cromo si originarono probabilmente da un ugello fuso che non aveva avuto sufficiente tempo per diffondersi omogeneamente attraverso la massa fusa.
Il calore da decadimento del corium a 224 minuti dallo scram fu stimato essere 0,13 W/g, mentre dopo 600 minuti dallo scram il valore si ritiene si fosse ridotto a 0,096 W/g. Gas nobili, cesio e iodio erano assenti a testimonianza della loro volatilizzazione.
La densità dei vari campioni variava da 7,45 a 9,4 g/cm3 (le densità dell'UO2 e dello ZrO2 sono rispettivamente 10,4 e 5,6 g/cm3), mentre la porosità variava dal 5,7% al 32%, con un valore medio del 18%. In alcuni campioni furono trovate strisce di lacune interconnesse, a testimonianza del fatto che il corium era rimasto allo stato liquido per un tempo sufficiente alla formazione di bolle di vapore o di materiale strutturale vaporizzato che erano state poi trasportate attraverso il fuso. La presenza di una soluzione solida molto ben miscelata di (U,Zr)O2 indicava inoltre un picco di temperatura raggiunto dal fuso compreso tra 2 600 e 2850 °C.
L'analisi della microstruttura del materiale solidificato mostrò la preponderanza di due fasi: (U,Zr)O2 e (Zr,U)O2. La fase ricca in zirconio fu rinvenuta in particolare attorno alle lacune e sui bordi di grano e si notò come essa contenesse anche tracce di ossidi di ferro e di cromo. La segregazione di questa fase suggerisce un lento e graduale raffreddamento che, in base ad una stima fatta sulla separazione delle fasi, dovrebbe essere avvenuto tra le 3 e le 72 ore.

### Disastro di Černobyl'
La più grande quantità di corium mai formata fu creata durante il disastro di Černobyl'. La massa fusa del nocciolo del reattore scivolò sotto il contenitore del reattore per poi solidificarsi sotto forma di stalattiti, stalagmiti e flussi di lava, il più famoso dei quali è il cosiddetto "Piede d'elefante", situato sotto il fondo del reattore nel condotto di distribuzione del vapore.
Il corium si formò in tre fasi:
- La prima fase è durata solo alcuni secondi, con temperature che hanno sorpassato localmente i 2600 °C, quando una massa fusa di ossido di zirconio-uranio si è formata da non più del 30% del nocciolo. L'esame di una particella calda ha mostrato la formazione di fasi Zr-U-O e UOx-Zr, mentre la struttura di rivestimento, formata da una lega di zirconio e niobio, aveva dato origine a strati successivi di UOx, UOx+Zr, Zr-U-O, Zr(O) metallico e diossido di zirconio. Queste fasi furono rinvenute sia individualmente che assieme nelle particelle calde disperse dal nocciolo.[20]
- Il secondo stadio, durato circa sei giorni, fu caratterizzato dall'interazione del fuso con i silicati dei materiali strutturali: sabbia, calcestruzzo e serpentinite. Tale processo diede come risultato una miscela fusa arricchita di silice e silicati.
- La terza e ultima fase iniziò quando intervenne la laminazione del combustibile e il fuso trapassò il contenitore per depositarsi sui basamenti inferiori e solidificarsi lì.[21][22][23][24]

Il corium di Černobyl' è quindi composto dall'ossido di uranio che fungeva da combustibile del reattore, dalla lega di zirconio che lo rivestiva, da calcestruzzo fuso e da serpentinite, usata come isolante termico per il reattore, decomposta e fusa. Analisi hanno mostrato che il corium arrivò ad una temperatura di oltre 2255 °C e che rimase al di sopra di 1660 °C per almeno quattro giorni.
Dopo circa sei giorni di permanenza sul fondo del contenitore del reattore, come detto, il corium fuso perforò lo scudo biologico più basso, arrivando al basamento della stanza del reattore, dove rilasciò altri radionuclidi, a cui si aggiunsero quelli rilasciati quando la massa di corium venne a contatto con l'acqua. 
Attualmente sono lì presenti tre diversi tipi di lava: una nera, una marrone e una ceramica porosa anch'essa marrone. In tutti i casi si tratta di silicati vetrosi con inclusioni di altri materiali. La lava più porosa deve il proprio aspetto al fatto di essere caduta nell'acqua, venendo raffreddata più velocemente.
In particolare, il nucleo del reattore fuso si accumulò nella camera 305/2 finché non raggiunse i bordi delle valvole di rilascio del vapore; a questo punto debordò e si spostò nel corridoio di distribuzione del vapore e proruppe anche nel locale 304/3. Il corium fluì dal reattore in tre diversi flussi. Il flusso 1 era composto da lava marrone e acciaio fuso; quest'ultimo formò uno strato metallico sul pavimento del corridoio di distribuzione del vapore, al livello +6, con un altro strato di corium marrone al di sopra di esso. Da quest'area, il corium marrone fluì attraverso i canali di distribuzione del vapore fino ad arrivare alle vasche di soppressione del vapore sui livelli +3 e 0, dove formò un materiale poroso con formazioni simili alla scoria. Il flusso 2 era invece composto da lava nera ed entrò nell'altro lato del corridoio di distribuzione del vapore. Il flusso 3, composto anch'esso da lava nera, fluì nelle altre aree sottostanti al reattore, formando tra l'altro anche la famosa struttura chiamato "Piede d'elefante", un blocco da due tonnellate di lava nera, dall'aspetto esteriore così rugoso da ricordare una corteccia di albero, che si ritiene sia penetrato per ben due metri nel calcestruzzo del basamento.
Nel corium raffreddato sono stati identificati cinque tipi di materiale:
- "Ceramiche nere", un materiale vetroso nero con una superficie ricoperta da cavità e pori. Situato solitamente vicino ai posti in cui si è formato il corium, sono state trovate due versioni di questo materiale con un contenuto di uranio rispettivamente del 4-5% in peso e del 7-8% in peso.
- "Ceramiche marroni", un materiale vetroso marrone, solitamente lucido ma anche opaco. Situato solitamente su uno strato di metallo fuso solidificato, questo materiale contiene piccolissime sfere metalliche e ha un contenuto di uranio pari all’8-10% in peso.[31][27] In questa lava marrone sono state poi identificate fasi con un diverso rapporto uranio/zirconio. Esiste quindi una fase ricca in uranio il cui rapporto U:Zr va da 19:3 a 19:5 e una fase povera in uranio in cui il rapporto U:Zr è di circa 1:10. Tale rilevamento è importante perché proprio studiando il rapporto dei due elementi nelle varie fasi si può risalire a una storia termica del materiale.[20]
- "Corium granulato tipo scoria", un materiale vetroso simile alla scoria, granuloso e dotato di crosta e con un colore che va dal grigio-magenta al marrone scuro. Formato dal prolungato contatto delle ceramiche marroni con l'acqua, questo materiale si trova in grosse porzioni in entrambi i livelli della vasca di soppressione del vapore.
- "Pomice", un materiale friabile simile alle pomice, poroso e di colore grigio-marrone. Formatosi dal corium marrone fuso quando questo è affondato nell'acqua formando una schiuma di vapore, questo materiale è situato in grossi volumi nella vasca di soppressione del vapore, vicino ai fori di uscita, dove è stato trascinato dai flussi d'acqua, essendo esso abbastanza leggero da galleggiare.[32][33][34]
- "Metallo", materiale metallico presente in grossi volumi o come piccole inclusioni di forma sferica all'interno dei materiali precedentemente elencati. Situato principalmente nel corridoio di distribuzione del vapore, questo materiale non contiene combustibile nucleare bensì alcuni prodotti di fissione metallici come il 106Ru.

Come detto, il corium consiste quindi per la maggior parte di silicati vetrosi altamente eterogenei nella cui matrice sono presenti inclusioni. Si possono identificare alcune fasi presenti:
- Ossidi di uranio, provenienti dalle barre di combustibile;
- Ossidi di uranio con zirconio (UOx+Zr);
- Zr-U-O;
- Biossido di zirconio con uranio;
- Silicato di zirconio con una percentuale di uranio in soluzione solida inferiore al 10%, (Zr,U)SiO4, chiamato chernobylite;
- Una matrice di alluminosilicato di calcio con piccole quantità di ossido di magnesio, ossido di sodio e biossido di zirconio, contenente uranio;[35]
- Metallo, presente come strati solidificati o inclusioni sferiche, soprattutto di una lega Fe-Ni-Cr, nelle fasi vetrose.

Nelle lave erano anche presenti delle inclusioni cristalline bianche di studtite e metastudtite, a conferma del fatto che l'acqua presente nella vasca di soppressione del vapore sottostante al reattore era stata parzialmente convertita in perossido di idrogeno, H2O2, a causa della radiolisi subita.
Di seguito la composizione di alcuni dei campioni di corium prelevati:
| Tipo   | SiO2 | U3O8 | MgO | Al2O3 | PbO | Fe2O3 |
| ------ | ---- | ---- | --- | ----- | --- | ----- |
| Scoria | 60   | 13   | 9   | 12    | 0   | 7     |
| Vetro  | 70   | 8    | 13  | 2     | 0,6 | 5     |
| Pomice | 61   | 11   | 12  | 7     | 0   | 4     |

#### Degradazione della lava
Nel tempo si è visto che il corium è soggetto alla degradazione. Il sopraccitato "Piede d'elefante", un blocco durissimo appena dopo la sua formazione, è oggi ricco di fratture e crepe, tanto che si può facilmente staccare uno strato di 1-2 cm di spessore dalla sua superficie. La temperatura stessa della massa, che nel tempo si è lievemente spostata ed adagiata, è oggi solo lievemente diversa da quella dell'ambiente circostante e il materiale è quindi soggetto sia al normale cambiamento di temperatura dovuto all'avvicendarsi del giorno e della notte che alla meteorizzazione. L'acqua, ad esempio, insinuandosi nei pori e nelle microfratture e poi congelando, aumenta la velocità del processo di fratturazione. La natura eterogenea del corium e i diversi coefficienti di espansione termica dei suoi vari componenti fanno sì che il materiale sia soggetto a un deterioramento dovuto ai cicli termici. Non solo, la degradazione è dovuta anche alla grande quantità di tensioni residue formatesi durante la solidificazione a causa dell'incontrollato tasso di raffreddamento.
Il corium, così come il combustibile di uranio fortemente irradiato, ha la proprietà di generare spontaneamente polvere, auto-polverizzandosi in superficie. Il decadimento alfa degli isotopi contenuti nella struttura vetrosa, infatti, causa delle esplosioni coulombiane, degradando il materiale e facendo staccare particelle submicroscopiche dalla sua superficie. Tuttavia, il livello di radioattività è tale che in un periodo di 100 anni esso andrà sicuramente sotto il valore richiesto per cambiare sensibilmente le proprietà del vetro (1018 decadimenti α per grammo e da 108 a 109 Gy di β o γ) quindi tale auto-polverizzazione, nel tempo, scemerà.
Non è chiaro quanto a lungo la forma ceramica ritarderà il rilascio della radioattività. Dal 1997 al 2002 sono stati pubblicati diversi articoli in cui si suggeriva che l'auto-irradiazione della lava avrebbe convertito tutte le 1 200 tonnellate in una polvere submicrometrica nel giro di poco tempo, in alcuni casi addirittura settimane, ma è invece stato verificato e riportato in una articolo del 2006 che più probabilmente il processo di degradazione sarà lento e graduale piuttosto che rapido e improvviso. Secondo lo stesso articolo, la perdita di uranio dal reattore danneggiato è di soli 10 kg all'anno, suggerendo quindi che la lava stia resistendo all'ambiente circostante.
Alcune regioni della superficie dei diversi flussi di lava hanno iniziato a mostrare la presenza di nuovi minerali di uranio, come UO3·2H2O (eliantinite), (UO2)O2·4H2O (studtite), carbonato di uranile (rutherfordine), čejkaite (Na4(UO2)(CO3)3), e un composto ancora senza nome di formula Na3U(CO3)2·2H2O. Tutti questi minerali sono solubili in acqua, portando quindi a un rischio di trasporto dell'uranio, assomigliano a macchie bianco-gialle sulla superficie del corium e mostrano una concentrazione sia di plutonio che di uranio centinaia di volte inferiore a quella della lava stessa.

### Disastro di Fukushima Dai-ichi
Nel giro di circa ottanta minuti dopo l'arrivo dello tsunami che l'11 marzo 2011 provocò diversi incidenti nucleari, il più grave dei quali fu il disastro nucleare di Fukushima Dai-ichi, le temperature all'interno dell'Unità 1 della Centrale nucleare di Fukushima Dai-ichi raggiunsero valori dai 2300 ai 2500 °C, causando la fusione delle strutture del combustibile, delle barre di moderazione e del combustibile nucleare (l'ossido di uranio ha una temperatura di fusione di 2850 °C, quindi il vero e proprio stato fisico del combustibile danneggiato non è stata ancora del tutto determinata, sebbene si supponga che si sia fuso) e quindi la formazione di corium. Nel caso dell'Unità 3, il sistema di raffreddamento del nocciolo del reattore fu attivato con successo, tuttavia, il sistema in seguito collassò e verso le 09:00 del 13 marzo, il combustibile nucleare si fuse, dando origine a corium. Il sistema di raffreddamento dell'Unità 2, invece, resistette un po' più a lungo e si ritiene che il corium non abbia iniziato a riempire il fondo del contenitore del reattore fino almeno alle 18:00 del 14 marzo. Sebbene inizialmente si pensasse che nel caso dell'Unità 2 il corium fosse rimasto all'interno del contenitore del reattore, sondaggi effettuati nel 2017 hanno dimostrato che così non è, e oggi la TEPCO ritiene che il corium derivato dalla struttura del combustibile sia uscito dal contenitore a pressione fino ad arrivare al fondo dell'unità di contenimento primaria, dove sono stati trovati anche detriti derivanti dal combustibile.

## Corium prototipico
Poiché la comprensione del comportamento del corium durante la sua formazione, la sua diffusione e il suo raffreddamento consentirebbero di controllare meglio le conseguenze di una sua fuoriuscita, anticipando il verificarsi di emergenze, sono stati aperti diversi progetti volti allo studio di questo materiale preso nel suo insieme e di suoi vari componenti presi individualmente, soprattutto ossidi di uranio e ossidi di zirconio.
Questi studi sono generalmente svolti sotto l'egida dell'AIEA e, in Europa, con la sovvenzione della Commissione europea, tra i vari si possono citare ad esempio:
- il progetto CSC (Corium Spreading and Coolability);
- il progetto ECOSTAR (European Core Stabilization Research);
- il progetto ENTHALPY (European Nuclear Thermodynamic database for Severe Accidents);
- il GAREC (Groupe d’Analyse de la R&D sur la Récupération du Corium).

Onde verificare i vari modelli realizzati in questi studi, basati principalmente sulla viscosità e sulle varie proprietà reologiche dei metalli fusi, è stato poi necessario creare un corium prototipico su cui applicarli. Data l'eterogeneità del materiale, la realizzazione sia dei modelli che del corium non è stata facile, così i modelli sono stati basati sul comportamento reologico dei basalti (considerando composizioni contenenti fino al 18% in pesi di UO2, mentre per il corium realizzato sono state considerante diverse composizioni (principalmente UO2, ZrO2, FexOy e Fe per scenari interni al contenitore del reattore e SiO2 e CaO per scenari esterni ad esso).
Le prove vengono quindi eseguite con questo "corium prototipico", il quale ha densità e proprietà reologiche vicine a quelle del vero corium e proprietà fisiche ampiamente confrontabili. Per ragioni di sicurezza esso differisce tuttavia termodinamicamente dal corium vero e proprio (ossia esso non è una fonte di calore autocatalitica, vale a dire in grado di autosostenersi grazie alla radioattività) ed ha una composizione isotopica diversa in quanto composto di uranio impoverito o uranio naturale in sostituzione dell'uranio arricchito. Alcuni prodotti di fissione, quando sono presenti, quindi presentano inoltre una composizione isotopica naturale, rendendo appunto questo materiale molto meno pericoloso del vero corium.